# 盧雍 (天順進士)
盧雍（1422年—？），字廷佐，别號保竹，應天府江寧縣人，明朝政治人物。同進士出身。

## 生平
景泰四年（1453年）癸酉科應天府鄉試第一百八十名。天順元年（1457年）丁丑科會試第八十三名，殿試登進士第三甲第一百二十三名。户部观政，曾奉使大同、福建。四年（1460年）拜兵部武库司主事，成化三年（1467年）升武选司郎中，五年升福建左参议，八年丁父忧归。十一年服阕，即家起浙江参议，十三年冬升右参政，督理粮储。次年春丁母忧归。十九年（1483年）服阕，改授湖广参政，尋升右布政使，进左布政，弘治元年（1488年）三月乞致仕归。

## 家族
曾祖盧鎰，曾任知縣。祖父盧文義。父盧茂林，號愛竹。母张氏，妻顾氏。弟盧熙、盧泰、盧和、盧皥。